# Loxopterigium
Loxopterigium é um género botânico pertencente à família Anacardiaceae.
1. ↑  «Loxopterigium — World Flora Online». www.worldfloraonline.org. Consultado em 19 de agosto de 2020